# Битва при Вальмаседе
Битва при Вальмаседе состоялась 5 ноября 1808, во время отступления генерал-лейтенанта Хоакина Блейка от превосходящих французских армий на севере Испании. Получив подкрепление в виде ветеранской регулярной пехоты из Северной дивизии генерала Романы (исп. Division del Norte), войска Блейка внезапно развернулись и напали на заплутавший авангард армии генерала Клод-Виктора Перрена под непосредственным командованием дивизионного генерала Вийята.

## Предыстория
Истоки французского поражения кроются в более ранней неудаче маршала Франсуа Лефевра, который не смог уничтожить испанскую армию в битве при Панкорбо, где Блейк отбил преждевременную французскую атаку и отошёл со своей армией в целости и сохранности. Во время преследования противника французами также были допущены ошибки, особенно когда Виктор разрешил своему армейскому корпусу совершенно беспечно перемещаться в поисках врага, которого он считал полностью побежденным.

## Силы сторон
Генерал-майор Эжен-Казимир Вийят командовал 3-й дивизией 4-го корпуса Лефевра. Это подразделение было больше обычного и включало в себя по три батальона из 27-го лёгкого, 63-го, 94-го и 95-го линейных пехотных полков, а также две пехотные артиллерийские батареи.
Галисийская армия Блейка содержала пять пехотных дивизий (по командованием генералов Фигероа, Мартиненго, Рикельма, Карбахала и Романы), авангард (Мендисабаль) и резерв (Махи), а также Астурийскую дивизию, 1 тыс. артиллеристов с 38 пушками и только 300 кавалеристов.

## Битва
Виктор пытался загнать в ловушку Астурийскую дивизию генерала Асеведо, которая отделилась от армии Блейка. Вместо этого Блейк смог заманить французов в собственную ловушку, и 5 ноября дивизия Вийята, сильно опережавшая другие французские войска, нарвалась на внезапную атаку, оттеснившую их из Валмаседы.
В этот раз французских солдат спасла их железная дисциплина. Отказываясь сдаться, Вийят построил свои войска на площади и сумел вырваться из испанского окружения. Несмотря на это, испанцы захватили 300 человек и одно орудие.
Во время отступления французов заблудившееся подразделение Асеведо наткнулось на багажный обоз Вийята и захватило бо́льшую его часть. 8 ноября Виктор вновь захватил Вальмаседу, убив и ранив 150, а также захватив в плен 600 солдат из арьергарда Блейка.
Узнав о битве, Наполеон был шокирован тем, что его Великая армия потерпела даже незначительное поражение от «армии бандитов, ведомой монахами», строго отчитав Виктора за его неосторожность. Виктор искупил свою вину через две недели, когда окончательно разбил Блейка в битве при Эспиносе.